# Rimpau-Bahn
| Streckenlänge: | (ohne mobile Abzweige) 7 km |                        |                        |
| Spurweite: | 600 mm (Schmalspur)         |                        |                        |
| |                             |                        |                        |
| \| \| 0,0 \| Neudamm Verladerampe \| Neudamm Verladerampe \| \| \| \| mobiler Abzweig \| \| \| \| \| mobiler Abzweig \| \| \| \| \| mobiler Abzweig \| \| \| \| \| mobiler Abzweig \| \| \| \| \| mobiler Abzweig \| \| \| \| \| Strube-Bahn \| \| \| \| \| Zuckerfabrik Verladung \| \| \| \| \| Zuckerfabrik \| \| \| \| \| \| \| \| \| \| \| \| \| \| \| Rinderstall \| \| |                             |                        |                        |
| Betriebsstelle Streckenanfang (Strecke außer Betrieb) | 0,0                         | Neudamm Verladerampe   | Neudamm Verladerampe   |
| Abzweig geradeaus und nach links (Strecke außer Betrieb) |                             | mobiler Abzweig        | mobiler Abzweig        |
| Abzweig geradeaus und nach rechts (Strecke außer Betrieb) |                             | mobiler Abzweig        | mobiler Abzweig        |
| Abzweig geradeaus und nach links (Strecke außer Betrieb) |                             | mobiler Abzweig        | mobiler Abzweig        |
| Abzweig geradeaus und nach rechts (Strecke außer Betrieb) |                             | mobiler Abzweig        | mobiler Abzweig        |
| Abzweig geradeaus und nach links (Strecke außer Betrieb) |                             | mobiler Abzweig        | mobiler Abzweig        |
| Kreuzung (Strecken außer Betrieb) |                             | Strube-Bahn            | Strube-Bahn            |
| Strecke (außer Betrieb) · Betriebsstelle Streckenanfang (Strecke außer Betrieb) |                             | Zuckerfabrik Verladung | Zuckerfabrik Verladung |
| Strecke (außer Betrieb) · Strecke (außer Betrieb) |                             | Zuckerfabrik           | Zuckerfabrik           |
| Strecke (außer Betrieb) · Abzweig geradeaus und von links (Strecke außer Betrieb) · Abzweig geradeaus und nach rechts (Strecke außer Betrieb) |                             |                        |                        |
| Abzweig geradeaus und nach links (Strecke außer Betrieb) · Abzweig geradeaus und von rechts (Strecke außer Betrieb) · Strecke (außer Betrieb) |                             |                        |                        |
| Strecke nach links (außer Betrieb) · Strecke nach rechts (außer Betrieb) |                             | Rinderstall            | Rinderstall            |

Die Rimpau-Bahn war eine Feldbahn zwischen Schlanstedt und Neudamm in Sachsen-Anhalt. Sie war eingleisig und nicht elektrifiziert. Heute ist sie stillgelegt und abgebaut. Die Feldbahn diente ausschließlich zum Transport landwirtschaftlicher Erzeugnisse, vor allem Zuckerrüben.

## Geschichte
1839 gründete Arnold August Wilhelm Rimpau, nach dem die Feldbahn benannt ist, eine Zuckerfabrik in Schlanstedt. Um 1860 wurde dann die Rimpau-Bahn gebaut. Im Bereich der Zuckerrübenfelder zwischen Schlanstedt und Neudamm gab es fünf Weichen, an die mobile Gleisstücke angeschlossen werden konnten. Im Fahrbetrieb wurden die Züge von Ochsen und Pferden gezogen. Die Wagen wurden mit Doppelspurkranzrädern ausgestattet, damit diese auf den stark verschmutzen Gleisen nicht entgleisten.
Als die Zuckerfabrik nach 1945 ihren Betrieb aufgab, wurde die Feldbahn nicht mehr benötigt und daraufhin stillgelegt. Man baute sie bis auf einen Bahnübergang in Schlanstedt vollständig ab.

## Streckenverlauf
Die Rimpau-Bahn begann in Neudamm. Sie führte anschließend Richtung Süden weiter und erschloss dort weiter nach Westen führend mit mobilen Abzweigen die Zuckerrübenfelder. Schließlich erreichte die Feldbahn Schlanstedt und endete nach dem Kreuzen der Strube-Bahn an der Zuckerfabrik.